# Xuxa Requebra
Xuxa Requebra é um filme de comédia romântica  lançado em 1999, dirigido por Tizuka Yamasaki e com roteiro final de Evandro Mesquita. O elenco principal conta com a participação da cantora e apresentadora Xuxa Meneghel, do cantor Daniel e de Elke Maravilha. Este filme marcou o retorno de Xuxa ao cinema após um intervalo de nove anos.
A produção foi a primeira co-produção brasileira da 20th Century Fox e estreou nos cinemas em 17 de dezembro de 1999. De acordo com dados da Ancine, o filme atraiu aproximadamente 2.074.461 espectadores e gerou uma receita superior a R$ 8 milhões de reais.

## Enredo
Na trama, a Academia de Dança Dois Corações, onde Nena (Xuxa) estudou, enfrenta uma grave ameaça. A temível Macedão (Elke Maravilha), que é uma bandida e traficante disfarçada de empresária, planeja se aproveitar da difícil situação financeira da academia para tomar suas instalações.
A esperança surge com o "Requebra 2000", um torneio de dança do milênio que acontece no Rio de Janeiro e oferece um prêmio em dinheiro capaz de salvar a academia. Para conquistar a vitória, a turma conta com a ajuda de Nena, que agora é jornalista do famoso diário Hora X. No entanto, Macedão designa seu enteado Felipe (Daniel) para contratar dançarinos profissionais com o objetivo de derrotar a equipe da academia. Além disso, Guto (Vitor Hugo) atua como espião de Macedão, utilizando seus desastrados capangas para sabotar a competição durante as eliminatórias.

## Elenco e personagens
- Xuxa como Helena Oliveira (Nena)
- Daniel como Felipe Macedo
- Elke Maravilha como Iara Macedo (Macedão)
- Vitor Hugo como Guto
- Márcia de Oliveira como Lurdinha
- Alice Borges como Bárbara
- Yara Lins como Laura Oliveira
- Pedro Kling como Pedrinho
- Kristie Miyamoto como Lin Din

Participações especiais
- Luciano Huck como apresentador do Requebra
- Joana Prado como assistente do Requebra
- Carla Perez como entregadora do Hora X
- Ricardo Blat como dono do Hora X
- Suzana Alves como motogirl
- Sérgio Loroza como chapeiro
- Evandro Mesquita como radialista
- Fat Family como capangas de Macedão
- Cheiro de Amor como policiais
- Terra Samba como frentistas
- Vinny como pipoqueiro
- Claudinho & Buchecha como pedreiros
- Carlinhos de Jesus como Guarda de trânsito
- Andréa Veiga como Professora de dança da Escola Dois Corações
- Andréa Sorvetão como Professora de dança da Escola Dois Corações

Alunos da Escola Dois Corações
- Aisha Jambo
- Adriana Bombom
- Daddy Kall
- Fly
- Kadú
- Tom
- Ana Paula Almeida
- Priscilla Couto
- Cláudio Heinrich
- Marcello Faustini
- Paquitas 2000:
  - Daiane Amêndola
  - Gabriella Ferreira
  - Joana Mineiro
  - Lana Rhodes
  - Letícia Barros
  - Monique Alfradique
  - Stephanie Lourenço
  - Thalita Ribeiro
- Gatas do Planeta:
  - Andrezza Cruz
  - Caren Lima
  - Gisele Delaia
  - Graziella Schmitt
  - Vanessa Melo
- Papaquitos:
  - Arnaldo Klay
  - Márcio Mariante
  - Johnson Afonso

## Trilha sonora
A trilha sonora do filme de mesmo nome, lançada em 1999 pela Globo/Universal, apresenta uma seleção de músicas interpretadas pela apresentadora Xuxa Meneghel e outros artistas. O álbum foi disponibilizado logo após o lançamento do filme e conta com contribuições de grupos como Fat Family, Claudinho e Buchecha, Daniel, Mú Carvalho e You Can Dance.
O álbum é bastante simples, contendo apenas os créditos, sem letras. Notavelmente, a versão de "Chegou a Festa" interpretada por Fat Family é diferente da versão lançada em seu CD. Além disso, a canção "Mãe é uma Só", também do Fat Family, apresenta uma versão reduzida que não foi utilizada no filme.
1. Efeito dominó - Xuxa Meneghel (tema de Nena)
2. Só o nosso amor - Xuxa Meneghel (tema de Nena)
3. Requebra (short version) - Vinny (tema geral)
4. Uh! Tiazinha - Tiazinha e Vinny
5. Chegou a festa - Fat Family (tema do casamento de Nena e Felipe)
6. Cheiro de festa - Cheiro de Amor
7. Bota o bumbum pra dançar - You Can Dance (tema de Cláudio)
8. Xereta - Claudinho & Buchecha (tema da turma)
9. Banho de chuveiro - Terra Samba (tema dos lavadores de carro)
10. No ponto pra mim - Daniel (tema de Nena e Felipe)
11. Mãe é uma só - Fat Family (tema dos Fat Capangas e sua mãe)
12. Pela beira do mar - Mú Carvalho
13. Tango street Macedão (instrumental) - Mú Carvalho (tema de Macedão)
14. Dois corações (Instrumental) - Mú Carvalho (tema da apresentação da escola Dois Corações no Requebra 2000)

## Bilheteria
Xuxa Requebra alcançou a maior bilheteira de um filme nacional na década de 1990 no Brasil, durante sua primeira semana de exibição. Com aproximadamente 2.074.461 espectadores, a produção gerou uma receita superior a 8 milhões de reais para seus produtores, de acordo com a Ancine.

## Recepção da crítica
A crítica do filme na Folha de S. Paulo foi negativa, destacando o excesso de participações de artistas no elenco. O crítico afirmou que o filme parecia mais um comercial de duas horas do que uma produção cinematográfica, enfatizando a falta de atenção a elementos básicos como história e narrativa. Segundo ele, o foco estava em maximizar o merchandising e apresentar celebridades associadas a Xuxa, resultando em um roteiro apressado e desarticulado.
Ruy Gardnier, do Portal Contratempo, descreveu o filme como "maniqueísmo nojento" e um panfleto que, em vez de informar, confunde. Ele criticou o discurso otimista do filme, que culmina em uma mensagem de felicidade forçada. Gardnier considerou que a obra retrata uma geração preocupada com a saúde, mas que, na tentativa de educar as crianças sobre drogas e tabaco, acaba perpetuando preconceitos e valores capitalistas. Para ele, a ênfase em uma vida saudável e cheia de dança não consegue disfarçar as falhas narrativas e a falta de profundidade do filme.
A Folha de Londrina comentou sobre o filme, destacando a abordagem de temas como violência e crime, com um enredo que se passa em uma academia de dança em crise financeira. O crítico observou que, ao contrário de Renato Aragão, Xuxa não consegue repetir o sucesso de bilheteira, com suas produções se tornando cada vez mais insustentáveis, refletindo o desgaste de sua imagem como apresentadora infantil.

## Lançamento internacional
A Fox planejou lançar Xuxa Requebra na Argentina, e o filme estreou no país em 2000. Em 2003, a produção foi exibida em canais de televisão na Itália, embora não haja informações sobre se foi dublado ou legendado em italiano.